# Immunity
Immunity è il quarto album in studio del musicista britannico Jon Hopkins, pubblicato il 3 giugno 2013 dalla Domino Records.
Ottiene 82/100 su Metacritic, punteggio basato su 26 recensioni.

## Tracce
Testi e musiche di Jon Hopkins, eccetto dove indicato.
1. We Disappear – 4:49
2. Open Eye Signal – 7:48
3. Breathe This Air – 5:29
4. Collider – 9:21
5. Abandon Window – 4:57
6. Form by Firelight – 5:45
7. Sun Harmonics – 11:54
8. Immunity – 9:56 (Jon Hopkins, Kenny Anderson)

Tracce bonus nella Extended Edition di iTunes
1. Open Eye Signal (Happa Remix) – 6:01
2. Open Eye Signal (Lord of the Isles Remix) – 7:26
3. Open Eye Signal (Luke Abbott Remix) – 6:53
4. Open Eye Signal (Nosaj Thing Remix) – 3:28
5. Breathe This Air (feat. Purity Ring) – 4:06
6. Collider (Pangaea Remix) – 7:01
7. We Disappear (feat. Lulu James) – 4:16
8. Abandon Window (Moderat Remix) – 6:55
9. We Disappear (Instrumental) – 4:16
10. Open Eye Signal (Video) – 8:02
11. Breathe This Air (feat. Purity Ring) (Video) – 4:12
12. Collider (Video) – 5:23

Asleep Versions – CD bonus presente nell'edizione limitata
1. Immunity (with King Creosote) – 6:23 (Jon Hopkins, Kenny Anderson)
2. Form by Firelight (with Raphaelle Standell) – 4:14 (Jon Hopkins, Raphaelle Standell)
3. Breathe This Air (Asleep Version) – 3:13
4. Open Eye Signal (Asleep Version) – 11:02

CD bonus nella riedizione del 2023
1. Abandon Window (Moderat Remix) – 6:55
2. Breathe This Air (feat. Purity Ring) – 4:08
3. We Disappear (feat. Lulu James) – 4:16
4. Open Eye Signal (George FitzGerald Remix) – 5:38
5. Collider (Pangaea Remix) – 7:01

## Formazione
- Jon Hopkins – campionatore, pianoforte, programmazione, produzione, ingegneria, missaggio

Altri musicisti
- Emma Smith – voce (traccia 1), violino
- Vince Sipprell – voce (traccia 1)
- Rik Simpson – programmazione aggiuntiva (traccia 2)
- Lisa Elle – voce (tracce 4 e 7)
- Sarah Jones – batteria aggiuntiva (traccia 4)
- Lee Walpole – effetti sonori (traccia 4)
- Evenings – programmazione aggiuntiva (traccia 7)
- King Creosote – voce (traccia 8)

Produzione
- Rik Simpson – missaggio aggiuntivo (traccia 2)
- Tim Exile – programmazione Reakton
- Cherif Hashizume – ingegneria aggiuntiva
- Guy Davie – mastering

## Classifiche
| Classifica (2013)              | Posizione massima |
| ------------------------------ | ----------------- |
| Belgio (Fiandre)               | 64                |
| Belgio (Vallonia)              | 184               |
| Regno Unito                    | 63                |
| Stati Uniti (dance/electronic) | 13                |